# حبر الانتخابات

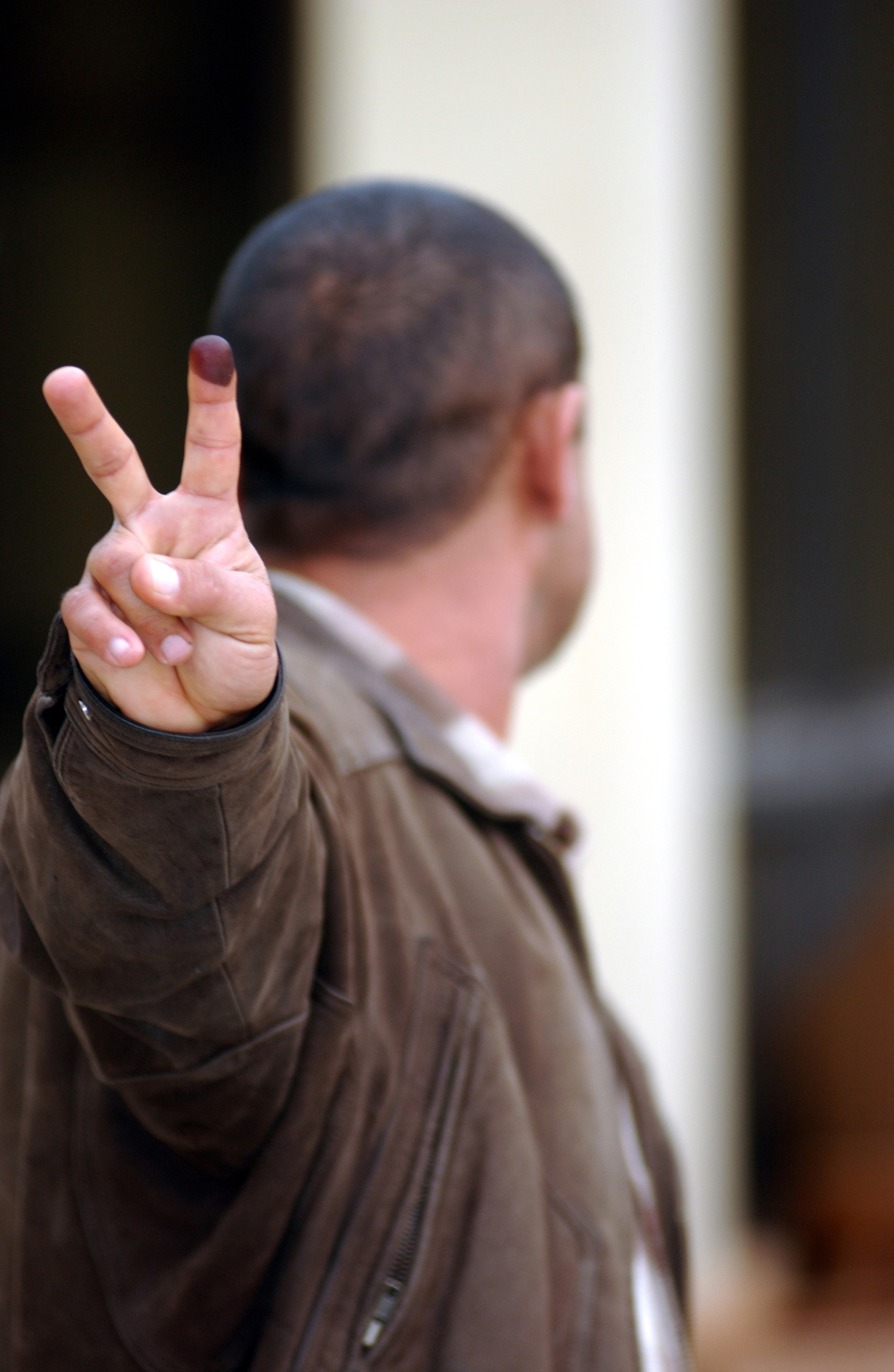
أحد الناخبين يظهر أحد أصابعه أثناء الانتخابات العراقية.

حبر الانتخابات (بالإنجليزية: Election ink)‏، هو حبر شبه دائم، لا يمحى، يوضع عادة على سبابة الناخبين، خلال فترة الانتخابات، لمنعهم من الإدلاء بأصواتهم أكثر من مرة (التزوير الإنتخابي) أي التصويت المزدوج، وهو حبر ثابت لمدة 48 ساعة.
إنها طريقة فعالة، للبلدان التي لا تكون فيها وثائق تحديد الهوية للمواطنين موحدة أو مؤسسية دائمًا. يستخدم الحبر الانتخابي نترات الفضة، وقد يؤدي التعرض المفرط إلى الإصابة بالتفضض. تم استخدامه لأول مرة خلال الانتخابات العامة الهندية عام 1962، في ولاية ميسور، الآن تسمى ولاية كارناتاكا الحديثة.

## طريقة استعماله
يطبق هذا الحبر عادة على إبهام اليسرى، وخاصة على سرير الظفر، حيث لا يمكن أن يزول بسرعة في ذلك المكان. 
ويمكن تطبيق الحبر بكثير من الطرق، وذلك حسب الظرف، ولكن الطرق الأشيع إما بقوارير توضع بها الإصبع، أو باسفنجة مشربة بالحبر، أو بخاخ..ولكن في كافة الطرق يجب تعريض الإصبع للحبر لمدة لا تقل عن 15 ثانية، وبعدها يجب أن تُعرض الإصبع للضوء كي يبقى الحبر الفترة اللازمة عليها.
يتكون ذلك الحبر من صباغ، لتمييزه من بين السوائل مثلاً، ومن نترات الفضة بتركيز معين والتي تصبغ الجلد في حال تعرضها للأشعة فوق البنفسجية (أي الشمس) وتترك علامة على الإصبع لا يمكن إزالتها حتى تتبدل الخلايا الجلدية السطحية التي تلونت. التراكيز التي توضع بها نترات الفضة عادة إما 10% أو 14% أو 18% وذلك حسب الفترة المطلوب بها أن تبقى العلامة مرئية. عادة ما يكون المُحِل المستخدم كحولي، وذلك كي يجفّ بسرعة على الإصبع. ولتجنب انتقال العدوى من شخص لآخر، يوضع معه أحد المضادات الحيوية.